# Santa Catarina (Caldas da Rainha)
Santa Catarina is een plaats (freguesia) in de Portugese gemeente Caldas da Rainha en telt 3 282 inwoners (2001).